# I Build This Garden for Us
I Build This Garden for Us is een nummer van de Amerikaanse rockzanger Lenny Kravitz uit 1990. Het is de tweede single van zijn debuutalbum Let Love Rule.
Het nummer was minder succesvol van voorganger Let Love Rule. In de VS flopte het nummer, terwijl het in het Verenigd Koninkrijk de 83e positie bereikte. In Nederland haalde het nummer de 13e positie in de Tipparade.